# ワット・チェーディーチェットテーオ
ワット・チェーディーチェットテーオ (Wat Chedi Chet Thaeo、タイ語: วัดเจดีย์เจ็ดแถว) は、タイの北部、スコータイ県シーサッチャナーライの旧市街となるシーサッチャナーライ歴史公園にある仏教寺院遺跡である。

## 歴史
寺院は旧市内の中心にあり、その規模の大きさは、この寺院が王室のために構築されたことを示している。ラーマ6世が『プラルアン旅行記』（タイ語: เที่ยวเมืองพระร่วง、RTGS: Tiew Muang Phra Ruang）に記したところによると、地元では、その寺院はかつてワット・カラヤナミット (Wat Kalayanimit) と呼ばれ、それはリタイ（在位1347-1368年/73年）の娘により建立されたものとされる。また、ダムロンラーチャーヌパープは、寺院はシーサッチャナーライを統治する王族の埋葬地であると考えた。

## 構造
寺院名のチェーディー・チェット・テーオは、7列の仏塔（チェーディー）を意味する。ワット・チャーンロームの前方に位置するこの寺院は、シーサッチャナーライの市壁内にある遺跡のなかでも最重要寺院の1つであり、寺院は中央の仏塔のほか、異なる様式で大きさの違う32基の仏塔で構成されていることから、スコータイ王朝の寺院の中でも類のないものと見なされている。
ワット・チェーディーチェットテーオの中央仏塔はやや北寄りにあり、スコータイ様式でハスの花の蕾の形をなしている。また多くの仏塔の様相は、スリランカ、ラーンナー、バガンの仏塔などさまざまな美術様式より影響を受ける。それら独特な方形の塔の基部には、見事なスコータイ様式の仏像を納める上方が丸く筒状の壁龕があり、表面に化粧しっくいが施されている。
寺域内には、礼拝堂（ウィハーン、wihan）、本堂（ウボーソット、ubosot）、5基の仏堂（モンドップ、mondop）、それに聖池があった。また寺院の周りは防御壁に囲まれ、もともとは堀に囲まれていた。